# 不列顛哥倫比亞省旗
不列顛哥倫比亞省旗（英語：British Columbia）是加拿大不列顛哥倫比亞省的官方旗幟，長寬比3:5，系以不列顛哥倫比亞省徽為基礎設計。旗幟上方是英國國旗，在其正中心繪有一個金色仿古冠；下方則有一系列藍白相間波浪形橫紋，並帶有一個斜陽，象徵卑詩省是加拿大最西部省份。
该旗与英属印度洋领地旗帜非常相似。

## 歷史
卑詩省於1906年3月31日正式獲英國紋章院頒發盾徽，而現有省旗的設計是以該盾徽為基礎，但該省在1960年前並未正式採納任何旗幟作其正式省旗。卑詩盾徽獲頒後，該省駐倫敦的代理秘書公署（Agent-General）曾於20世紀初期使用以該盾徽為基礎的旗幟來代表卑詩，但該旗幟當時並未獲卑詩省政府正式採用。
到了1950年代中，隨著卑詩殖民地於1858年成立的百周年紀念臨近，省政府亦希望尋找一面代表卑詩的旗幟，以便於百周年慶祝活動中使用。然而，省政府翻查記錄時並未尋獲任何代表該省的旗幟，百周年慶祝活動委員會遂自行設計一面旗幟。該旗以藍色為底色，中央置有一面白色盾牌，盾牌中部再置有卑詩的盾徽，在其兩側各置一棵杉樹，盾徽底部則繪有山脈、建築物和波浪。
省政府終在1960年決定正式制定省旗的設計，並於同年2月20日對外公佈設計方案，大致與上述百周年紀念旗的設計相若。然而，該設計大受外界抨擊，省府遂撤回該方案。與此同時，省府得知卑詩駐倫敦代理秘書公署在早些年間曾使用以該省盾徽為基礎的旗幟，並決定改以該設計為正式省旗。卑詩省内閣迅即通過該設計，而該面旗幟亦於1960年6月27日正式成為卑詩省的省旗。
省旗和省徽的設計於1990年4月17日列入加拿大紋章局的紋章及旗幟名冊內。

## 其他用途

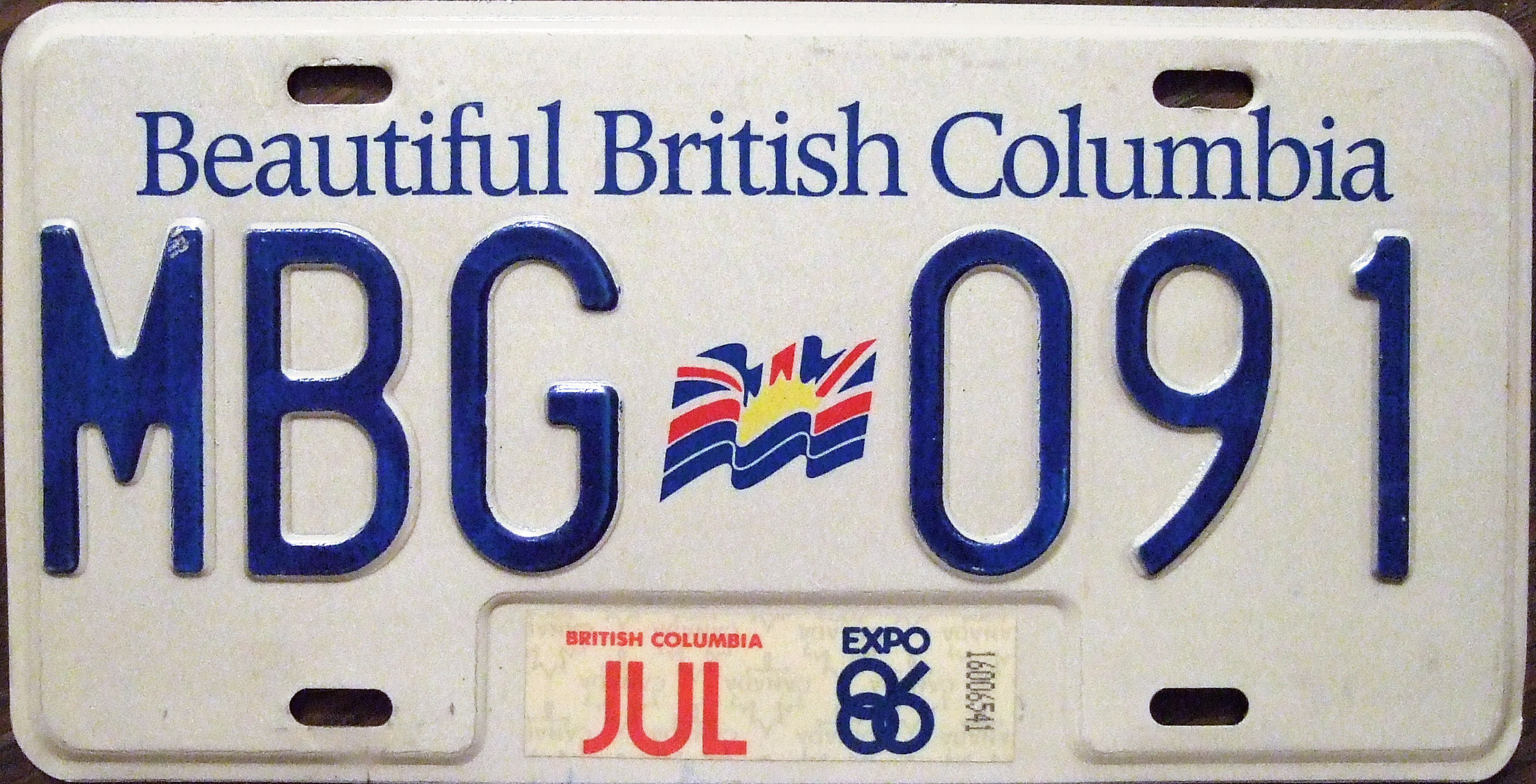
卑詩省的車輛號牌，中央可見省旗標誌

1983年卑詩省選前夕，尋求連任的社會信用黨（簡稱社信黨）起用一個以省旗為基礎的新標誌；標誌中的省旗大為簡化，並以飄揚姿態呈現。社信黨贏得該屆省選繼續執政，並開始高調在多個範疇應用該省旗標誌，包括從1985年起將該標誌加上卑詩省車輛號牌的中央位置。卑詩自由黨執政下的省政府於2005年停用該省旗標誌，但尚未修改車輛號牌設計（包括中央位置的省旗標誌）。

## 外部連結
- 维基共享资源上的相關多媒體資源：不列顛哥倫比亞省旗